# (218636) Calabria
(218636) Calabria est un astéroïde de la ceinture principale.

## Description
(218636) Calabria est un astéroïde de la ceinture principale. Il fut découvert le 24 septembre 2005 à Vallemare Borbona par Vincenzo Silvano Casulli. Il présente une orbite caractérisée par un demi-grand axe de 2,72 UA, une excentricité de 0,13 et une inclinaison de 7,4° par rapport à l'écliptique.